# Dave Sexton
David Sexton, detto Dave (Islington, 6 aprile 1930 – Londra, 25 novembre 2012), è stato un calciatore e allenatore di calcio britannico, di ruolo attaccante.

## Carriera

### Giocatore
Figlio del lottatore di boxe Archie Sexton, nel 1948 ha iniziato a farsi le ossa nelle giovanili del West Ham. In tutta la sua carriera ha giocato come attaccante oltre che per il West Ham anche per il Luton Town, il Leyton Orient, il Brighton and Hove Albion e il Crystal Palace. I suoi più grandi successi furono la vittoria nel Campionato di Terza Divisione (Sud) con il Brighton nella stagione 1957-1958 e la conquista della Second Division nel 1955 col West Ham.

### Allenatore
Sexton iniziò la sua carriera da allenatore nel Leyton Orient (1965), e dopo pochi mesi si dimise. Due anni più tardi si sedette sulla panchina del Chelsea, dove rimase fino al 1974. Col club londinese vinse una FA Cup nel 1970 e una Coppa delle Coppe nel 1971. Raggiunse, inoltre, la finale di Carling Cup nel 1972, ma la perse contro lo Stoke City. A causa dei gravi problemi finanziari della società,
vennero venduti importanti giocatori come Peter Osgood e Alan Hudson: senza di essi, Sexton non ottenne più brillanti risultati, e venne esonerato al termine della stagione 1974-1975.
Dopo essere stato ingaggiato dal QPR, arrivò molto vicino alla conquista del campionato 1975-1976, perso per un solo punto a vantaggio del Liverpool.
La stagione successiva firmò un contratto col Manchester Utd, ma i risultati non furono entusiasmanti.
Con la nuova squadra vinse solo il Charity Shield nel 1977, mentre perse una finale di FA Cup contro l'Arsenal e un campionato battuto dal Liverpool. Nell'aprile 1981 fu costretto a dimettersi, abbracciando poi quella che sarebbe stata la sua ultima avventura sulla panchina di un club, ovvero col Coventry City.
Nel 1977, mentre iniziava la sua prima stagione con il Manchester United, divenne anche l'allenatore della nazionale inglese under-21, con la quale vinse i campionati europei 1982 e 1984, unico allenatore inglese a vincere 2 titoli in 3 anni con l'Inghilterra Under 21. Nell'Europeo del 1982, dopo aver sconfitto nei turni precedenti Polonia e Scozia, l'Inghilterra vinse in finale contro la Germania Ovest con un punteggio complessivo di 5-4. Nell'edizione successiva del 1984 l'Inghilterra di Sexton sconfisse nei quarti la Francia (infliggendole all'andata un pesante 6-1, ribadito da un 1-0 nel ritorno in Francia) quindi vinse in semifinale contro l'Italia 3-1 e 0-1. In finale la vittima fu la Spagna sconfitta con un complessivo 3-0.
Dopo il ritiro nel 1996, ha assunto vari incarichi nella Football Association.
Sexton è morto all'età di 82 anni

## Palmarès

### Giocatore

#### Competizioni nazionali
- Second Division: 1

West Ham: 1954–1955
- Third Division South: 1

Brighton and Hove Albion: 1957–1958

### Allenatore

#### Competizioni nazionali
- Coppa d'Inghilterra: 1

Chelsea: 1969–1970
- Charity Shield: 1

Manchester United: 1977

#### Competizioni internazionali
- Coppa delle Coppe: 1

Chelsea: 1970–1971

#### Nazionale
- Europeo Under-21: 1

Inghilterra: 1982, 1984

## Curiosità
- Sexton ha scritto un libro chiamato "Tackle Soccer"
- Ad oggi vive a Kenilworth, dove una costruzione nel centro della città è stata intitolata col suo nome.[2]